# Stef Wertheimer
Pour les articles homonymes, voir Wertheimer et Famille Wertheimer.
Stefan Wertheimer, dit  Stef Wertheimer (né le 16 juillet 1926 à Kippenheim (république de Bade, Allemagne) et mort le 26 mars 2025), est un industriel, milliardaire, homme politique et philanthrope israélien d'origine allemande. Il est membre de la Knesset de 1977 à 1981, et est connu pour avoir fondé des parcs industriels en Israël et dans des pays du Moyen-Orient pour promouvoir la paix.

## Biographie
Stef (Ze'ev) Wertheimer est né le 16 juillet 1926 à Kippenheim en Allemagne dans une famille juive. Sa famille fuit vers la Palestine mandataire en 1937 pour échapper au nazisme.
Il étudie à l'école Tel-Nordau de Tel Aviv, mais abandonne l'école à l'âge de 16 ans et commence à travailler dans un magasin de réparation d'appareils photographiques. Parallèlement, il étudie l'optique avec le professeur Emanuel Goldberg, un chercheur et inventeur qui a contribué de manière significative à différents aspects de la technologie de l'imagerie dans la première moitié du XXe siècle.
En 1943 pendant la Seconde Guerre mondiale, Stef Wertheimer s'engage dans la Royal Air Force. Il sert comme technicien en équipement optique. Il est envoyé à Bahreïn où il répare les équipements optiques installés dans les avions militaires britanniques.
Après la guerre, Stef Wertheimer commence à travailler à Rafael Advanced Defense Systems (RAFAEL), mais est licencié peu après en raison de son manque d'éducation formelle. Après la guerre, lui et sa femme vivent brièvement au kibboutz Yir'on, mais le quittent, n'approuvant pas le modèle économique socialiste adopté par le mouvement kibboutzique. Le couple a quatre enfants dont Eitan Wertheimer (1951-2022),.
Avec son épouse Miriam, il fonde la société ISCAR en 1952 dans une « ancienne cabane » à Nahariya, ville côtière israélienne, qui deviendra l'une des plus grandes entreprises d'outillage et métaux de précision au monde, et la plus grande entreprise du conglomérat IMC (International Metalworking Companies Group),.
Wertheimer s'engage en politique et devient membre de la Knesset de 1977 à 1981, notamment dans le parti libéral et laïc Shinouï.
Il est connu pour être un grand industriel qui se concentre sur les moyens d'établissement de la paix entre Israéliens et Palestiniens en construisant dès les années 1950 des parcs industriels surnommés « kibboutz capitalistes », dans des régions défavorisées et à prédominance arabe d'Israël - notamment en Haute Galilée - afin de facilité la création d'emplois locaux et promouvoir la paix. En 1985, il fonde le parc industriel de Tefen. Dans les années 1990, il élabore les plans d'un parc industriel à Rafah dans la bande de Gaza ; les gouvernements palestinien et israélien offrent tous deux leur soutien mais une semaine avant la cérémonie d'inauguration, la seconde Intifada éclate et ce projet est mis en suspens pour une durée indéterminée. En outre, « sa famille a dépensé plus de 100 millions de dollars pour construire six lieux de travail arabes autour d'Israël », dont en Jordanie (Akaba) et en Turquie,. Selon sa vision, l'éducation et la formation à l'industrie sont les seuls moyens de faire la paix dans cette région.
Devant le Congrès des États-Unis en 2003, il appelle à lancer un « plan Marshall » pour le Moyen-Orient qui ne possède pas de ressources en pétrole, soit la Jordanie, la Turquie, les territoires palestiniens et Israël, afin qu'ils parviennent à s'industrialiser et être productifs à égalité, et entrent en concurrence et en partenariat dans ce domaine de progrès.
Au début des années 2000, il met en place des cours associant des étudiants juifs et arabes. « Cela a notamment débouché sur la création d'une entreprise mixte, qui exporte de l'huile d'olive au Japon ».
En 2006 et 2013, il vend sa société de découpe de métaux ISCAR aux Américains Berkshire Hathaway en deux étapes pour 6 milliards de dollars en tout. En 2013, les Wertheimer sont décrits ainsi comme la famille la plus riche d'Israël.
Fondateur du fabricant de pales de moteurs à réaction Blades Technology, il vend sa participation de 51 % en 2014 au fabricant américain de moteurs à réaction Pratt & Whitney.
Stef Wertheimer meurt le 26 mars 2025, à l'âge de 98 ans,.

## Distinctions
En 1991, Stef Wertheimer reçoit le Prix Israël, pour sa contribution particulière à la société et à l’État d’Israël.
En 2008, il obtient la médaille Buber-Rosenzweig.
Il est honoré du prix Oslo Business for Peace en 2010, qui est décerné aux dirigeants du secteur privé qui ont démontré un changement transformateur et positif grâce à des pratiques commerciales éthiques.
En 2014, il reçoit la médaille du président (Israël).